# Juan Martín Posadas
Juan Martín de Posadas Montero (Montevideo, 19 de junio de 1937) es un político, periodista y ex sacerdote uruguayo perteneciente al Partido Nacional.

## Biografía
Es hijo de María Luisa Montero y del abogado, político y empresario Gervasio de Posadas Belgrano. Es hermano del exministro de Economía y senador Ignacio de Posadas. Durante su infancia residió en el predio que actualmente ocupa el Parque Posadas.
Ordenado sacerdote en su juventud, durante la dictadura de 1973-1984 se dedicó a la actividad opositora al régimen. Se fue acercando al Movimiento Por la Patria. A partir de 1981 escribió en el semanario nacionalista La Democracia, opositor a la dictadura.
Electo senador en 1984, dejó el ministerio sacerdotal para dedicarse de lleno a la política.
En las elecciones de 1989 acompañó al Movimiento Nacional de Rocha y resultó reelecto. Años después abandonaría la banca del Senado.
En 2004 acompañó a Jorge Larrañaga en las listas de Francisco Gallinal.
Actualmente se desempeña como periodista y comentarista político. Escribe en el diario El País.

Desde 1987 está casado con Laura Verissimo.